# Vintern 1990–1991 i Västeuropa
Vintern 1990–1991 i Västeuropa var mycket kall, känd framför allt för sina effekter på Storbritannien, och två omfattande snöfall i december 1990 och februari 1991. Däremellan inträffade en period med starka vindar och regn. Vintern var den kallaste sedan januari 1987, och liknande snowfall kom inte att ske igen förrän februari 2009.

## December 1990
Snöfallen tidigt i december 1990 drabbade främst stora delar av Storbritannien, även om flera omfattande snöfall rapporterades i stora delar av Västeuropa.

## Februari 1991

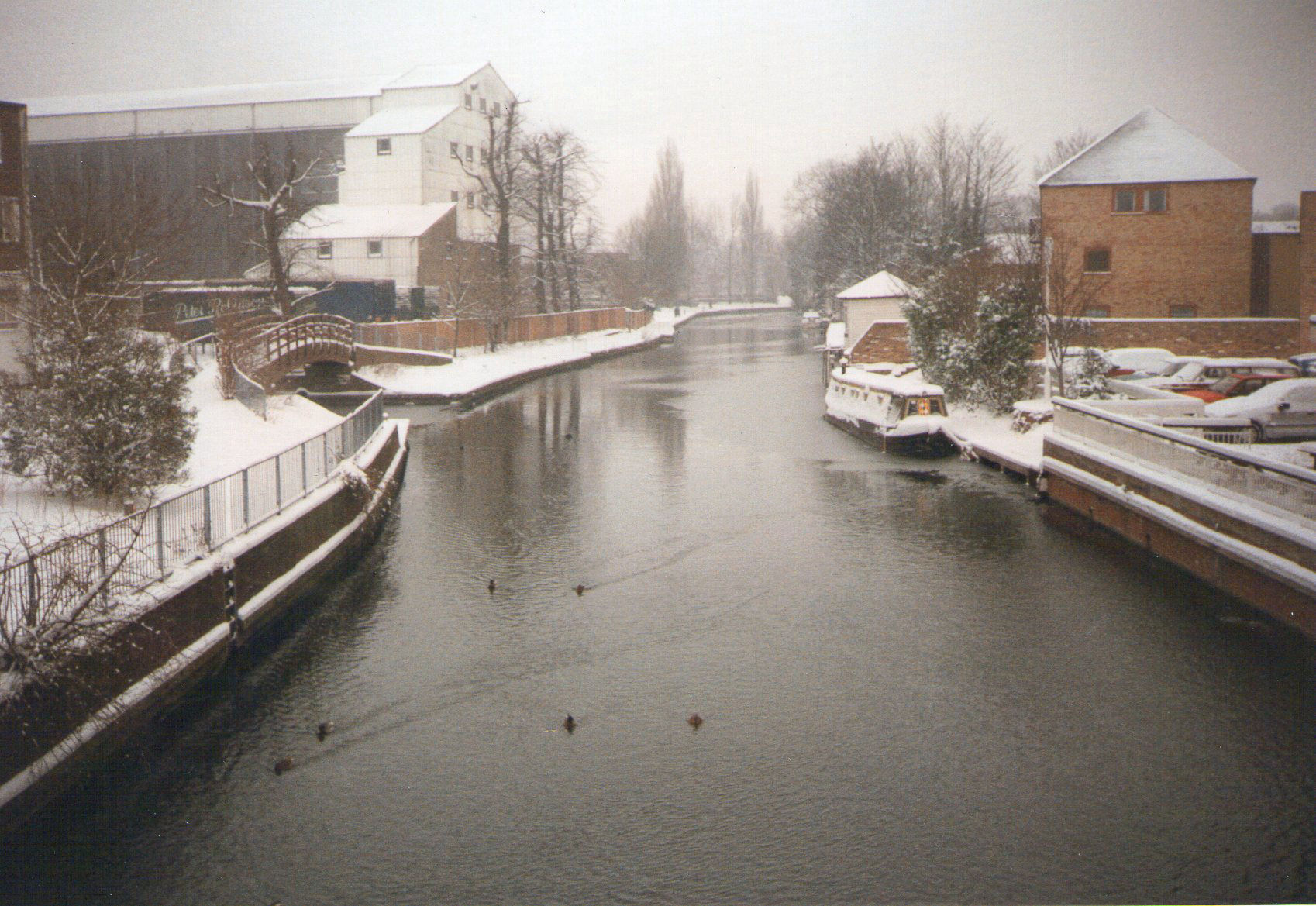
Snö i Ware, Hertfordshire, Februari 1991

Snön slog till igen tidigt i februari 1991, och det kallaste vädret sedan januari 1991 var ett framgång. Stora delar av Europa drabbades. Floder och sjöar fröst, och för första gången sedan 1985 även kanalerna i Venedig. På Franska rivieran inträffade det mest omfattande snöfallet på fem år, och ledde till stafikstockningar - många som var ute och körde fastnade på kustvägen mellan Nice och Antibes, och på annan plats dog två personer, efter att ha utsatts för det kalla vädret, och hästkapplöpningarna vid Medelhavskurorten Cagnes-sur-Mer ställdes in på grund av snön. Södra Sovjet, som vanligtvis upplevde relativt milda vindrar, upplevde en termometer som sjönk till -10C, medan norska Spitsbergen upplevde ett för årstiden ovanlgit milt väder.

### Fotnoter
1. ↑  ”UK | Heavy snow hits much of Britain”. BBC News (BBC). 2 februari 2009. http://news.bbc.co.uk/2/hi/uk_news/7864395.stm. Läst 25 november 2009.
2. ↑  ”Heavy Snow Snarls Much of West Europe”. New York Times. 10 december 1990. http://www.nytimes.com/1990/12/10/world/heavy-snow-snarls-much-of-west-europe.html. Läst 25 november 2009.
3. 1 2 3 4 5  ”Europe hit by bad winter”. New Straits Times Malaysia. 8 Februari 1991. http://news.google.co.uk/newspapers?id=qboTAAAAIBAJ&sjid=UJADAAAAIBAJ&pg=4853,1925765&dq=snow&hl=en. Läst 25 november 2009.
4. ↑  ”Snow blankets the Riviera”. Ellensburg Daily Record. 7 februari 1991. http://news.google.co.uk/newspapers?id=Zk8QAAAAIBAJ&sjid=II8DAAAAIBAJ&pg=4092,4049515&dq=snow&hl=en. Läst 25 november 2009.